# 格尔茨克
格尔茨克（德語：Görzke）是德国勃兰登堡州的一个市镇，隶属于波茨坦-米特尔马克县，总面积为75.58平方千米，截至2020年总人口为1241人。